# 헤네시 베놈 GT
헤네시 베놈 GT(영어: Hennessey Venom GT)는 2011년에 출시된 미국 텍사스주 실리에 위치한 튜닝 메이커 '헤네시 퍼포먼스 엔지니어링(HPE)'이 생산하는 슈퍼카이다. 본래 헤네시는 쉐보레 전문 튜너로 영국제 로터스 엑시지(로터스 엘리스의 고성능 버전)의 차체를 개조하고 쉐보레 콜벳 엔진을 튜닝해 올린 차량이다. 드라이버의 감각을 중시하기에 ABS, TCS 등의 전자장비가 없다고 한다. 100 km/h가속은 2.7초만에 끝내고, 최대출력 1244마력, 배기량 7,000cc의 7.0리터 V8 엔진이 장착되었다. 로드스터 1호차는 록밴드 에어로스미스의 스티븐 타일러에게 인도되었다.

## 세계 기록
정지 상태에서 300 km/h까지의 가속시간 측정에서 순풍을 받고 13.18 초, 역풍을 받고 14.18초를 기록해 그 평균인 13.63초로 세계에서 가장 빠른 양산차로 기네스북 세계 기록에 인정되었다. 함께 측정된 기네스 비공인 부문인 200 mph(322 km/h)까지의 가속시간은 14.51초를 기록하여 이전 코닉세그 아제라가 기록한 최속기록인 14.53초를 갱신했다.
케네디 우주 센터에 있는 NASA 셔틀 착륙시설인 5.2km의 활주로에서 이루어진 최고속도측정에서는 최고 속도 435.31 km/h를 기록했다. 하지만 이 기록은 단방향 주행이며 기네스 기록조건인 최소 양산 대수 30대를 만족시키지 못했기에 기네스 기록의 가장 빠른 양산차로 인정받지 못했다.